# Neriene yani
Neriene yani là một loài nhện trong họ Linyphiidae.
Loài này thuộc chi Neriene. Neriene yani được Jun Chen & Chang-Min Yin miêu tả năm 1999.